# La città del sole (film)
La città del sole è un film del 1973 diretto da Gianni Amelio. L'opera si basa sull'omonimo trattato scritto nel XVI secolo da Tommaso Campanella.
Il secondo film del regista calabrese fa parte di un ciclo di film sperimentali prodotti dalla Rai nel corso degli anni '70.

## Trama
Un frate scappa da un paese in rovina e si ritrova faccia a faccia con un pastore. Una rivolta in Calabria è appena stata soppressa. L'insurrezione ha portato all'arresto del filosofo e frate domenicano Tommaso Campanella. I due uomini si rifugiano su una spiaggia e discutono di storia e utopia con dialoghi tratti direttamente da La città del Sole. In contemporanea a questi avvenimenti viene mostrato il processo al filosofo calabrese.

## Analisi
Gianni Amelio evita di fare un film biografico. In La città del sole, infatti, luogo, tempo e personaggi sono indefiniti. Il regista si concentra invece sul pensiero filosofico di Tommaso Campanella cercando di restituire sullo schermo gli elementi più attuali e importanti delle teorie del frate domenicano contenute nell'utopia La città del Sole.
A ciò Amelio abbina una regia sperimentale, fatta di piani sequenza e lunghe carrellate che immortalano gli ambienti. La fotografia è invece ispirata alla pittura napoletana del '600, pesantemente influenzata dall'eredità di Caravaggio e particolarmente propensa alle nature morte.